# Bill Pitman
Bill Pitman (rodným jménem William Keith Pitman; 12. února 1920, Belleville, New Jersey, USA – 11. srpna 2022, La Quinta, Kalifornie) byl americký kytarista.
Hudbě se věnoval již od dětství, neboť jeho otec hrál na kontrabas. Nejprve hrál na trubku a klavír, ale později zůstal jen u kytary. Mezi jeho vzory patřili například Eddie Lang a Charlie Christian. Po konci druhé světové války se zapsal na California Institute of the Arts, kde pokračoval ve studiu hry na kytaru. během své kariéry pracoval převážně jako studiový hudebník; hrál s mnoha rozlišnými hudebníky, mezi které patří Herb Alpert, The Beach Boys, Frank Sinatra, Jan and Dean, The Ronettes, Jack Nitzsche nebo The Byrds.